# Нил, Дайан
Да́йан Нил (англ. Diane Neal; род. 17 ноября 1976, Алегзандрия, Виргиния, США) — американская телевизионная актриса, наиболее известная по роли помощника окружного прокурора Кейси Новак в сериале NBC «Закон и порядок: Специальный корпус».

## Жизнь и карьера
Нил родилась в Алегзандрии, штат Виргиния, в семье учительницы математики и юриста. Она дебютировала в «Закон и порядок: Специальный корпус» в 2001 году в 3 сезоне в роли преступницы-насильника. Два года спустя она присоединилась к шоу в роли помощника окружного прокурора Кейси Новак, сменив Стефани Марч, игравшую Александру Кэбот. Она покинула шоу в финале девятого сезона в 2008 году. Нил затем вернулась к роли в 2011 году, в ходе тринадцатого сезона.
В дополнение к роли Кейси Новак, Нил появилась в ряде других телевизионных шоу, включая «Студия 30», «Морская полиция: Спецотдел», «Форс-мажоры» и «Власть в ночном городе».

## Фильмография
| Год                  | Название на русском                    | Название на английском              | Роль                            | Примечания   |
| -------------------- | -------------------------------------- | ----------------------------------- | ------------------------------- | ------------ |
| 2002                 | Астерикс и Обеликс: Миссия «Клеопатра» | Astérix & Obélix: Mission Cléopâtre | Клеопатра                       | Озвучивание  |
| 2003                 | Дракула 2: Вознесение                  | Dracula II: Ascension               | Элизабет Блейн                  |              |
| 2005                 | Дракула 3: Наследие                    | Dracula III: Legacy                 | Элизабет Блейн                  |              |
| 2003-2008, 2011—2012 | Закон и порядок: Специальный корпус    | Law & Order: Special Victims Unit   | Кейси Новак                     | 113 эпизодов |
| 2005                 | Закон и порядок: Суд присяжных         | Law & Order: Trial by Jury          | Кейси Новак                     | 1 эпизод     |
| 2008                 | 30 потрясений                          | 30 Rock                             | Эрин О’Нил                      | 1 эпизод     |
| 2010                 | Белый воротничок                       | White Collar                        | Специальный агент Кимберли Райс | 1 эпизод     |
| 2010-2014            | Морская полиция: Спецотдел             | NCIS                                | Специальный агент Абигейл Борин | 6 эпизодов   |
| 2010                 | Грязное кино                           | Dirty Movie                         | Белая Леди                      |              |
| 2011                 | После                                  | After                               | Кэт                             |              |
| 2012-2014            | Форс-мажоры                            | Suits                               | Эллисон Холт                    | 3 эпизода    |
| 2014 —               | Власть в ночном городе                 | Power                               | Синтия Шеридан                  |              |
| 2015                 | Морская полиция: Новый Орлеан          | NCIS                                | Специальный агент Абигейл Борин | 2 эпизода    |
| 2015                 | Последователи                          | The Following                       | Лиза Кэмпбелл                   | 2 эпизода    |